# Конвой ON 115
Конвой ON 115 (англ. Convoy ON 115) — 115-й атлантичний конвой серії ON у кількості 43 транспортних суден, що у супроводженні союзних кораблів ескортної групи C3 прямував від Британських островів до морських портів Північної Америки. Конвой вийшов 24 липня з Ліверпуля. Конвой був виявлений німецькими підводними човнами 29 липня, втім перша хвиля атак пройшла безрезультатно, німці втратили один ПЧ U-588, затоплений канадськими есмінцями ескорту. Друга хвиля нападів сталася 3 — 5 серпня. Внаслідок атаки німецьких підводних човнів 3 судна було затоплено і два пошкоджено (39 250 тонн). 8 серпня основні сили конвою прибули до Бостона.

## Історія
Конвой ON 115 у кількості 43 транспортних суден вийшов під охороною Середньоокеанської ескортної групи C3, яка складалася з двох есмінців та чотирьох корветів Королівського флоту Канади, 24 липня з Ліверпуля. 29 липня союзний конвой був виявлений німецькими субмаринами, що патрулювали на дальніх підступах до канадських берегів. «Вовча зграя» на чолі з U-210 (U-164, U-217, U-511, U-553 та U-588) здійснила спробу атакувати транспорти. Усі їхні атаки 30 і 31 числа конвойні кораблі відбили. 31 липня U-588 потоплено «Скина» і «Ветаскивин».
Вночі 31 липня контакт з конвоєм було втрачено. Обом есмінцям не вистачало палива, і вони вирушили до Сент-Джонса в Ньюфаундленді. 5 ПЧ, що залишилися, разом із 7 субмаринами зграї «Волф» сформували групу переслідування та поринули наздогін за конвоєм.
2 серпня ескорт посилили есмінці «Гамільтон» і «Вітч» і корветом «Галт». У «Ветаскивина» не вистачало пального після кількох переслідувань, і він залишив конвой. U-552 визначив місцезнаходження конвою та вектори атак іншим човнам.
Комодор конвою намагався відірватися від субмарин противника, наказуючи різко змінити курс, але єдиним результатом стало те, що одна колона не змогла слідувати за рухом основних сил і відстала від конвою. Німецькі підводні човни сконцентрувалися на атаці на цій групі: U-552 торпедував 2 судна, а U-553 потопив ще одне. Вночі 4 серпня U-607 добив одне із пошкоджених кораблів. Ще одне пошкоджене взяв на буксир корвет «Агассіз». Атаки U-71, U-217, U-597 і знову U-552 завершилися невдачею.
Наступного дня, 3 серпня, через погану видимість німці припинили переслідування.
5 серпня U-458, що патрулював наодинці, вийшов на британський танкер Arletta, що відстав від конвою, і торпедною атакою потопив його.

## Кораблі та судна конвою ON 115

### Транспортні судна
Позначення
| Назва                    | Прапор          | Тоннаж (GRT) | Прим.                                                                 |
| ------------------------ | --------------- | ------------ | --------------------------------------------------------------------- |
| Agwidale (1918)          | США             | 4 763        | постраждало при зіткненні, потім відстало                             |
| Arletta (1925)           | Велика Британія | 4 870        | відстало та 5 серпня потоплено U-458 на південний захід від Кейп-Рейс |
| Asbjorn (1935)           | Велика Британія | 4 387        |                                                                       |
| Athelchief (1939)        | Велика Британія | 10 000       |                                                                       |
| Belgian Soldier (1941)   | Бельгія         | 7 167        | 4 серпня пошкоджено U-553, відстало та добито U-607                   |
| Brimanger (1929)         | Норвегія        | 4 883        |                                                                       |
| Cistula (1939)           | Нідерланди      | 8 097        |                                                                       |
| Collingsworth (1920)     | США             | 5 101        |                                                                       |
| Corner Brook (1925)      | Велика Британія | 5 767        |                                                                       |
| Delhi (1925)             | Швеція          | 4 571        |                                                                       |
| Dorcasia (1938)          | Велика Британія | 8 053        |                                                                       |
| El Lago (1920)           | Панама          | 4 221        | відстало                                                              |
| Emma Bakke (1929)        | Норвегія        | 4 721        | 13 пасажирів до Нью-Йорка                                             |
| Empire Heywood (1942)    | Велика Британія | 7 030        |                                                                       |
| Empire Ocean (1941)      | Велика Британія | 6 765        | 4 серпня наразилося на мілину; 5 серпня затонуло при буксируванні     |
| Empire Southey (1942)    | Велика Британія | 7 041        |                                                                       |
| Empire Spray (1941)      | Велика Британія | 7 242        |                                                                       |
| Empire Trader (1908)     | Велика Британія | 9 990        |                                                                       |
| G S Walden (1935)        | Велика Британія | 10627        | танкер; 3 серпня торпедований U-552 і відбуксований до Сент-Джонса    |
| Gyda (1934)              | Велика Британія | 1 695        |                                                                       |
| Herbrand (1935)          | Норвегія        | 9 108        |                                                                       |
| Hoegh Hood (1936)        | Норвегія        | 9 351        |                                                                       |
| Jamaica Planter (1936)   | Велика Британія | 4 098        |                                                                       |
| Katy (1931)              | Норвегія        | 6 825        |                                                                       |
| Lochkatrine (1922)       | Велика Британія | 9 419        | 3 серпня потоплено U-553                                              |
| Lucellum (1938)          | Велика Британія | 9 425        |                                                                       |
| Manchester Trader (1941) | Велика Британія | 5 671        | судно віце-командора конвою                                           |
| Montreal City (1920)     | Велика Британія | 3 066        |                                                                       |
| Mount Evans (1919)       | Панама          | 5 598        |                                                                       |
| Norsk Tank (1928)        | Норвегія        | 9 720        |                                                                       |
| Ornefjell (1937)         | Норвегія        | 1 334        |                                                                       |
| Otina (1938)             | Велика Британія | 6 217        |                                                                       |
| Pacific Grove (1928)     | Велика Британія | 7 117        | судно командора конвою                                                |
| Regent Panther (1937)    | Велика Британія | 9 556        |                                                                       |
| Robert F Hand (1933)     | Велика Британія | 2 197        |                                                                       |
| San Ernesto (1939)       | Велика Британія | 8 078        |                                                                       |
| Seminole (1936)          | Велика Британія | 10 389       |                                                                       |
| Solfonn (1939)           | Норвегія        | 9 925        |                                                                       |
| Tilapa (1928)            | Велика Британія | 5 392        |                                                                       |
| Topdalsfjord (1921)      | Норвегія        | 4 271        |                                                                       |
| Tudor Prince (1940)      | Велика Британія | 1 914        |                                                                       |
| Westland (1931)          | Нідерланди      | 5 888        |                                                                       |

### Кораблі ескорту
| Назва        | Прапор                                  | Тип корабля                                               | Прим.             |
| ------------ | --------------------------------------- | --------------------------------------------------------- | ----------------- |
| «Агассіз»    | Військово-морські сили Канади           | корвет типу «Флавер»                                      | 31 липня-3 серпня |
| «Веріті»     | Військово-морські сили Великої Британії | ескадрений міноносець «Модифікований Адміралті» типу «W»  | 3-8 серпня        |
| «Ветаскивин» | Військово-морські сили Канади           | корвет типу «Флавер»                                      | 25 липня-2 серпня |
| «Вітч»       | Військово-морські сили Великої Британії | ескадрений міноносець «Модифікований Торнікрофт» типу «W» | 2 серпня          |
| «Галт»       | Військово-морські сили Канади           | корвет типу «Флавер»                                      | 25 липня-3 серпня |
| «Гамільтон»  | Військово-морські сили Канади           | ескадрений міноносець типу «Таун»                         | 2 серпня          |
| «Ла Малбайє» | Військово-морські сили Канади           | корвет типу «Флавер»                                      | 3-8 серпня        |
| «Луїсбург»   | Військово-морські сили Канади           | корвет типу «Флавер»                                      | 25 липня-3 серпня |
| «Рімоускі»   | Військово-морські сили Канади           | корвет типу «Флавер»                                      | 3-8 серпня        |
| «Секвіль»    | Військово-морські сили Канади           | корвет типу «Флавер»                                      | 25 липня-4 серпня |
| «Сагне»      | Військово-морські сили Канади           | есмінець типу «Рівер»                                     | 25 липня-1 серпня |
| «Свенсон»    | Військово-морські сили США              | ескадрений міноносець типу «Глівз»                        | 25 липня-4 серпня |
| «Скина»      | Військово-морські сили Канади           | ескадрений міноносець типу «A»                            | 25-31 липня       |

## Підводні човни, що брали участь в атаці на конвой
| Назва | Тип       | Командир                                | Результати атаки |
| ----- | --------- | --------------------------------------- | --- |
| U-164 | типу IXC  | корветтен-капітан Отто Фехнер           | не здобув |
| U-210 | типу VIIC | корветтен-капітан Рудольф Лемке         | не здобув; 6 серпня потоплений південніше мису Фарвель глибинними бомбами, артилерією та тараном канадського есмінця «Ассінібойн» |
| U-217 | типу VIID | капітан-лейтенант Курт Райхенбах-Клінке | не здобув |
| U-511 | типу IXC  | капітан-лейтенант Фрідріх Штайнгофф     | не здобув |
| U-553 | типу VIIC | корветтен-капітан Карл Турманн          | 3 серпня пошкодив бельгійське судно Belgian Soldier                                                                               |

| Назва | Тип       | Командир                                        | Результати атаки                                              |
| ----- | --------- | ----------------------------------------------- | ------------------------------------------------------------- |
| U-43  | типу IXA  | оберлейтенант-цур-зее Ганс-Йоахім Швантке       | не здобув                                                     |
| U-71  | типу VIIC | оберлейтенант-цур-зее Гардо Родлер фон Ройтберг | не здобув                                                     |
| U-454 | типу VIIC | капітан-лейтенант Буркгард Гаклендер            | не здобув                                                     |
| U-552 | типу VIIC | корветтен-капітан Еріх Топп                     | 3 серпня пошкодив G.S. Walden і потопив Lochkatrine           |
| U-597 | типу VIIC | корветтен-капітан Ебергард Бопст                | не здобув                                                     |
| U-607 | типу VIIC | капітан-лейтенант Ернст Менгерзен               | 4 серпня затопив пошкоджене бельгійське судно Belgian Soldier |
| U-704 | типу VIIC | капітан-лейтенант Горст Вільгельм Кесслер       | не здобув                                                     |

| Назва | Тип       | Командир                       | Результати атаки                                 |
| ----- | --------- | ------------------------------ | ------------------------------------------------ |
| U-458 | типу VIIC | капітан-лейтенант Курт Діггінс | 5 серпня потопив Arletta, що відстало від конвою |